# Frank Aaen
Frank Aaen (Nørresundby, 26 luglio 1951) è un economista e politico danese, membro in Parlamento del partito di sinistra danese, Enhedslisten.
Dal 15 marzo 2006, soffre di trombosi, ma rientrò nel Folketinget da aprile.